# Faculdade de Arquitetura e Urbanismo e Design da Universidade Federal de Uberlândia
A Faculdade de Arquitetura e Urbanismo e Design (FAUeD) é uma das unidades pertencentes a Universidade Federal de Uberlândia, sendo responsável pelos cursos de graduação em Arquitetura e Urbanismo e Design,  e mestrado em Arquitetura e Urbanismo.
Sua origem é nos anos 70, quando foi criado o curso de decoração. Após a criação do curso de arquitetura e urbanismo em 1996, foi criada a Faculdade de Arquitetura e Urbanismo em 2001, e em 2007, o curso de decoração se torna curso de Design de Interiores. Em 2009, a Faculdade de Arquitetura e Urbanismo passou a se chamar Faculdade de Arquitetura e Urbanismo e Design.